# No (chanson de Meghan Trainor)
Pour les articles homonymes, voir NO.
Singles de Meghan Trainor
Boys Like You
(2015) Mee Too
(2016)
No est une chanson enregistrée et interprétée par l’auteure-compositrice américaine Meghan Trainor. Sortie le 4 mars 2016 en tant que premier single issu de son deuxième album studio, Thank You (2016), elle est écrite par Trainor, Eric Frederic, ainsi que par Jacob Kasher et produite par Ricky Reed. Il s’agit d’un morceau de style dance-pop, incorporant des éléments de R&B, de pop du début du millénaire et une instrumentation entrainée par des guitares déchaînées. Ses paroles incluent divers thèmes, dont notamment l’émancipation féminine.
L’accueil critique réservé à No est favorable : les critiques professionnelles font l’éloge du changement de direction musicale pour Trainor et d’une évolution notable par rapport à ses précédents travaux. La chanson atteint la onzième place des hit-parades américains, devenant ainsi son cinquième titre consécutif entrant dans le top 15 aux États-Unis et la plus haute entrée dans le classement radiophonique de Billboard depuis la sortie de Born This Way de Lady Gaga. À l’échelle internationale, No atteint la vingtième position en Australie et la vingt-et-unième au Canada. Le vidéoclip sort le 21 mars 2016 et prend place dans un entrepôt. Le visuel est encensé pour être visuellement plus sombre que les précédents clips de Trainor qui, de plus, marque une des rares fois où elle se joint à une troupe de danseuses. Pour sa nature sexuelle, le clip est fréquemment comparé aux travaux d’artistes comme Spears et Madonna.

## Genèse
Après la fin d'exploitation de son album Title, Meghan Trainor entre en studio pour travailler sur son deuxième effort Thank You. L.A. Reid, le directeur du label Epic Records, explique au cours d'une réunion à la chanteuse que son album n'est pas fini pour lui ; aucun titre ne le convainc pour être sorti en single. Trainor, énervée, retourne en studio d'enregistrement et écrit No.

## Composition
Lyriquement, No parle du harcèlement du rue et des hommes qui ne voient pourquoi leurs avances sont rejetées lorsqu’ils s’adressent à des femmes. Musicalement, il s’agit d’une chanson de style dance-pop et R&B qui tire ses influences du doo-wop et de la musique pop, tout en incorporant une instrumentation entraînée par des guitares déchaînées. Le morceau est introduit par une prestation vocale de doo-wop moderne, avant d’évoluer avec l’inclusion d’un rythme régulier et d’une guitare au son crissant, créant une atmosphère de pop du début du millénaire ; pour Joe Lynch de Billboard, il y a « un retournement - la musique rétro jouée par-dessus des effets ressemblant à des crépitements, qui cesse brusquement. Ensuite, un énorme rythme très Neptunes-èsque entre en jeu ».
Lors du refrain, Trainor chante et rappe les lignes suivantes : « My name is no / My sign is no / My number is no / You need to let it go ». Carolyn Menyes de Music Times constate que le titre est fortement influencé par la musique des groupes féminins et des stars de la pop du début des années 2000, comme celle que l’on peut trouver dans des albums tels qu’In the Zone de Britney Spears et de chansons comme It's Gonna Be Me des NSYNC. D’après la partition publiée sur Musicnotes.com par WAMA, Inc., No est conçu à partir d’une clé D♯ mineur dans un temps commun. La chanson débute sur un tempo de soixante-treize battements par minute pour l’introduction avant de passer à quatre-vingt-quatre battements par minute. La voix de Trainor repose sur une octave et demi tout au long de la chanson, de la note G♯3 à C♯5.

## Crédits
Personnel
- Meghan Trainor – composition
- Eric Frederic – composition
- Jacob Kasher – composition
- Ricky Reed – production

## Classements et certifications
| Classement (2015)                      | Meilleure position |
| -------------------------------------- | ------------------ |
| Allemagne (Media Control AG)           | 14                 |
| Australie (ARIA)                       | 9                  |
| Autriche (Ö3 Austria Top 40)           | 11                 |
| Belgique (Flandre Ultratop 50 Singles) | 39                 |
| Belgique (Wallonie Ultratip 50)        | 14                 |
| Canada (Hot 100)                       | 10                 |
| Canada (Billboard CHR/Top 40)          | 35                 |
| Écosse (OCC)                           | 18                 |
| Espagne (PROMUSICAE)                   | 21                 |
| États-Unis (Adult Contemporary)        | 22                 |
| États-Unis (Adult Pop Songs)           | 7                  |
| États-Unis (Hot 100)                   | 3                  |
| États-Unis (Pop Airplay)               | 10                 |
| France (SNEP)                          | 113                |
| Irlande (IRMA)                         | 30                 |
| Italie (FIMI)                          | 62                 |
| Nouvelle-Zélande (Recorded Music NZ)   | 22                 |
| Pays-Bas (Single Top 100)              | 43                 |
| Tchéquie (IFPI Singles Digitál)        | 31                 |
| Royaume-Uni (UK Singles Chart)         | 23                 |
| Slovaquie (IFPI Rádio)                 | 50                 |
| Suède (Sverigetopplistan)              | 52                 |
| Suisse (Schweizer Hitparade)           | 41                 |

| Région                                                                                                 | Certification | Ventes/Streams |
| --- | ------------- | -------------- |
| États-Unis (RIAA)                                                                                      | Platine       | 1 000 000      |
| *Ventes selon la certification ^Mise en rayon selon la certification xNon précisé par la certification |               |                |

## Formats et éditions
- Téléchargement mondial numérique

1. No – 3:33